# عصر کلاسیک وراکروز

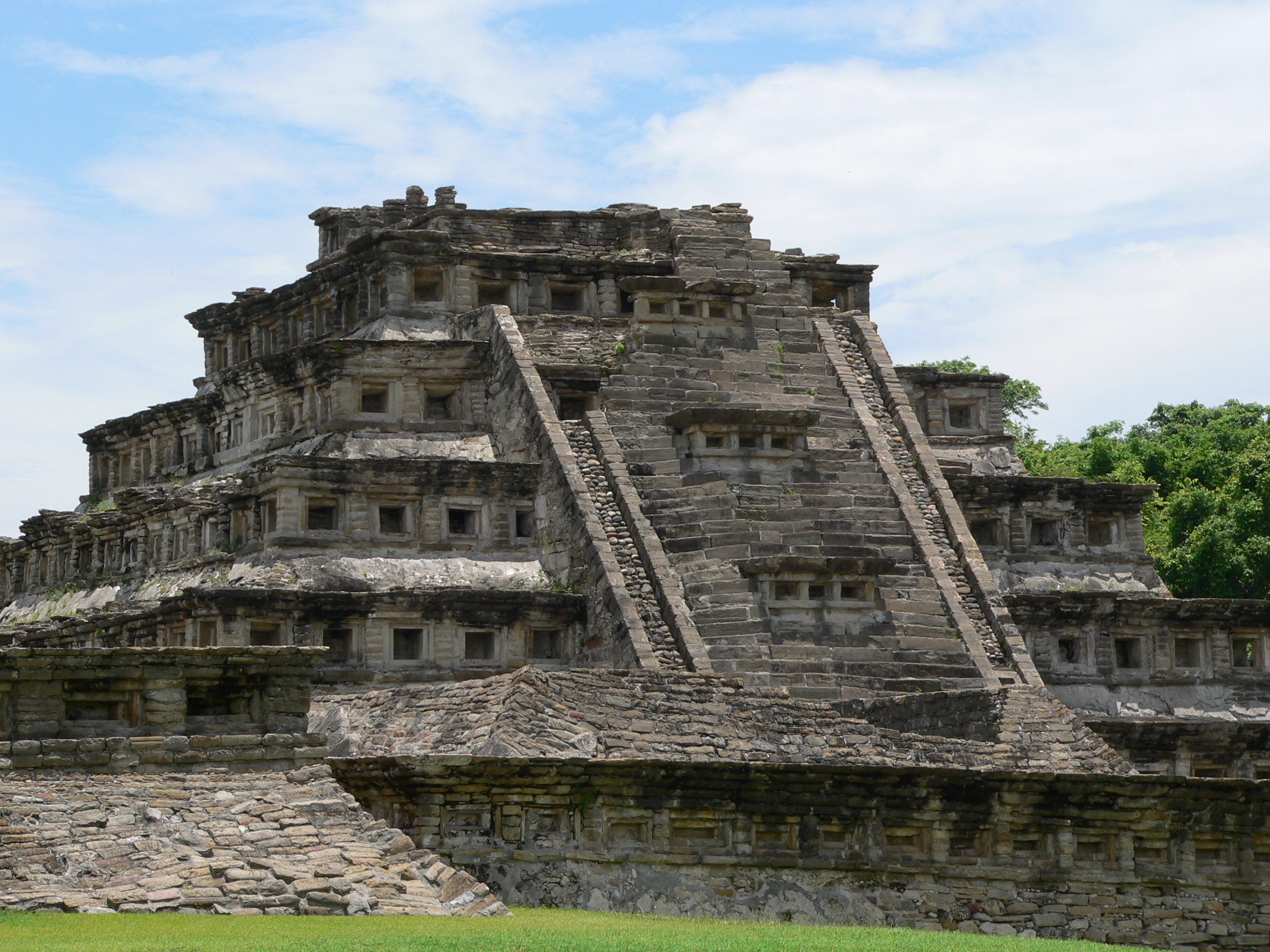
معبدی در شهر ال تاخین

عصر کلاسیک وراکروز به دوره‌ای در حدفاصل سال‌های ۱۰۰ تا ۱۰۰۰ میلادی در مکزیک باز می‌گردد که بر حسب تقسیمات کشوری مکزیک در ایالت وراکروز امروزی واقع شده‌بود. ال تاخین شهر اصلی و بزرگ آن بشمار می‌رفته و مردمان سرخپوست ساکن در آن منطقه از نظر معماری و مجسمه سازی پیشرفته بودند. آن‌ها تحت تاثیر مایاها اولمکها و آزتک‌ها بودند.